# Young Chop
Young Chop, pseudonimo di Tyree Lamar Pittman (Chicago, 14 novembre 1993), è un beatmaker e produttore discografico statunitense, noto internazionalmente per aver prodotto i singoli di Chief Keef I Don't Like, Love Sosa e 3Hunna.
Chop pubblica il primo album in studio nel 2013, intitolato Precious, che inaugura la sua etichetta discografica, la Chop Squad. Insieme a Chief Keef, Fredo Santana, Lil Durk, SD e Lil Reese, è considerato tra i precursori della musica drill, portando il genere sul mercato discografico internazionale.

## Discografia

### Album in studio
- 2013 – Precious
- 2014 – Still
- 2015 – Finally Rich Too
- 2016 – King Chop
- 2017 – King Chop 2
- 2018 – Don't Sleep
- 2020 – Young Godfather
- 2020 – The Intro X Young Godfather
- 2020 – Chop Is King

### EP
- 2017 – 8417
- 2019 – Chop Way

### Singoli
- 2017 – Swang Sumthang
- 2017 – The Blade